# Thiman Johan van Lintelo
Thiman Johan van Lintelo, of Timan Johan van Lintelo (geboren Ehze, te Almen 1 december 1638 - Den Haag, 15/25 februari 1685) was heer van Ehze, Lathmer, Langentrier en Walfort en richter en drost van Bredevoort, van Esch en Witmondt. Ook was hij lid van de Ridderschap van Zutphen.

## Levensloop
Van Lintelo werd in 1638 geboren als zoon van Willem van Lintelo en Johanna van Dorth. Hij werd geboren op het nabij Almen gelegen kasteel Ehze en gedoopt in de Dorpskerk Almen. Hij was achtereenvolgens ritmeester en majoor/commandant van het regiment gardes te paard van Willem III. Hij trouwde op 14 april 1669 met Anna Maria Dorothea von der Borch. Na haar overlijden hertrouwde hij op 11 februari 1673 met Maria Elisabeth van Inn und Kniphuijsen. In 1680 werd hij aangesteld tot drost van Bredevoort. Hij was drost van Bredevoort, van Esch en Witmondt. Hij werd op 8 juni 1669 beleend met de Nattelt of de Adelaar. Van Lintelo overleed  in februari 1685 op 46-jarige leeftijd in Den Haag, hij werd in Almen begraven. In de jaren na zijn overlijden zetten zijn erfgenamen de adellijke havezate, Huize Ehze, met recht van verschrijving [in de ridderschap] te koop.
Hij werd als drost van Bredevoort opgevolgd door zijn zoon uit zijn eerste huwelijk Christiaan Karel.

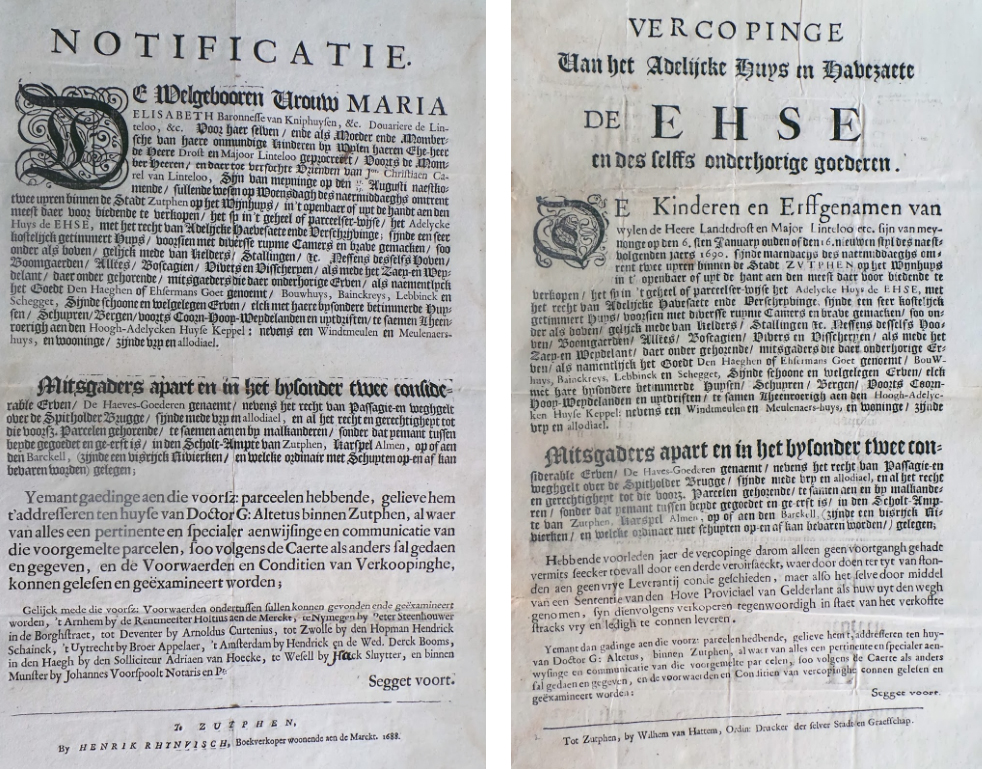
Aankondiging verkoop van de Ehze door de erfgenamen van wijlen de landdrost en majoor Linteloo
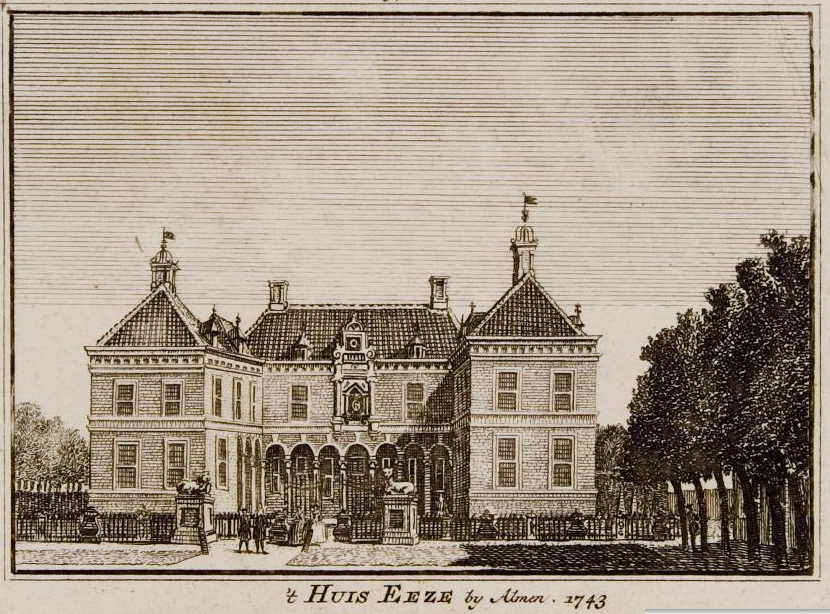
Huis de Ehze in 1743 getekend door Hendrik Spilman
Wapen van het geslacht Van Lintelo, de vogels wijzen mogelijk op een verwantschap met het Graafschap Lohn